# Dave Jorgenson
Dave Jorgenson is een Amerikaans journalist en videoproducent. Van 2019 tot en met 2025 was hij het gezicht van de TikTok- en YouTube-accounts van The Washington Post. Jorgensons humoristische filmpjes worden gezien als de bron van het succes van deze krant online, die op TikTok 1,9 miljoen volgers vergaarde, en in het bijzonder bij Gen Z. In 2025 vertrok Jorgenson samen met twee collega's bij The Washington Post om een eigen mediabedrijf te starten, Local News International.